# Limonia thanatos
Limonia thanatos är en tvåvingeart som beskrevs av Alexander 1949. Limonia thanatos ingår i släktet Limonia och familjen småharkrankar. Inga underarter finns listade i Catalogue of Life.